# Eleccions legislatives austríaques de 2006
Les eleccions legislatives del 2006 a Àustria, al Consell Nacional van ser l'1 d'octubre de 2006.

## Antecedents
En les eleccions de 1999 el Partit Popular d'Àustria (ÖVP) va formar una gran coalició de govern amb el Partit Liberal d'Àustria (FPÖ) i després amb l'Aliança per al Futur d'Àustria (BZÖ).

## Resultats
Resum de l'1 d'octubre de 2006 Consell Nacional d'Àustria resultats electorals
| Partits                                    | Partits | Vots      | +/-      | %     | +/-   | Escons  | +/- |
| ------------------------------------------ | --- | --------- | -------- | ----- | ----- | ------- | --- |
|                                            | Partit Socialdemòcrata d'Àustria (Sozialdemokratische Partei Österreichs)                                                           | 1,663,986 | -128,513 | 35.34 | -1.17 | 68 (67) | -1  |
|                                            | Partit Popular d'Àustria (Österreichische Volkspartei)                                                                              | 1,616,493 | -460,340 | 34.33 | -7.97 | 66      | -13 |
|                                            | Els Verds (Die Grünen – Die Grüne Alternative)                                                                                      | 520,130   | +55,150  | 11.05 | +1.58 | 21      | +4  |
|                                            | Partit Liberal d'Àustria (Freiheitliche Partei Österreichs)                                                                         | 519,598   | +28,270  | 11.04 | +1.03 | 21      | +3  |
|                                            | Aliança per al Futur d'Àustria (Bündnis Zukunft Österreich)                                                                         | 193,539   | *        | 4.11  | *     | 7       | +7  |
|                                            | Fòrum Liberal (Liberales Forum) | —         | —        | —     | —     | — (1)   | —   |
|                                            | Llista del Dr. Martin – Per la Democràcia, el Control i la Justícia (List of Dr. Martin – Für Demokratie, Kontrolle, Gerechtigkeit) | 131,688   | *        | 2.80  | *     | —       | *   |
|                                            | Partit Comunista d'Àustria (Kommunistische Partei Österreichs)                                                                      | 47,578    | +20,010  | 1.01  | +0.45 | —       | ±0  |
|                                            | Àustria Lliure Neutral (EU–Austritt – Neutrales Freies Österreich)                                                                  | 10,594    | *        | 0.23  | *     | —       | *   |
|                                            | Partit Socialista d'Esquerra (Sozialistische LinksPartei)                                                                           | 2,257     | -1,649   | 0.05  | -0.03 | —       |     |
|                                            | Salvament – Absolutisme – Independent, Franz Radinger (Sicher – Absolut – Unabhängig, Franz Radinger)                               | 1,514     | *        | 0.03  | *     | —       | *   |
|                                            | Iniciativa 2000 (Initiativ€2000) | 592       | *        | 0.01  | *     | —       | *   |
|                                            | Llista de Stark (Liste Stark) | 312       | *        | 0.01  | *     | —       | *   |
|                                            | Total (turnout: 78,48%; -5.8) | 4,708,281 |          | 100.0 |       | 183     |     |
| Notes: * No hi estan representats el 2002. | |           |          |       |       |         |     |
| Font: Siemens Àustria, BMI                 | |           |          |       |       |         |     |

## Conseqüències
En les legislatives del 2006 la coalició ÖVP-FPÖ-BZÖ va tornar a tenir majoria al parlament. Però després de tres mesos de negociacions, es va anunciar que l'11 de gener de 2007 que es constituïa una gran coalició entre ÖVP-SPÖ, i l'SPÖ va tenir el Canceller, que va ser Alfred Gusenbauer.